# 神戸市立本多聞小学校
神戸市立本多聞小学校（こうべしりつほんたもんしょうがっこう）は、兵庫県神戸市垂水区本多聞4丁目に所在した公立小学校。

## 沿革
- 1978年（昭和53年）[1]
  - 4月1日 - 神戸市立多聞東小学校、神戸市立多聞台小学校、神戸市立多聞南小学校から分離して開校。
  - 9月17日 - 校旗・校章旗制定。
  - 11月1日 - 校歌歌詞制定。
- 1979年（昭和54年）1月20日 - 校歌作曲。（作詞：職員一同、作曲：塩月照世[2]）
- 2021年（令和3年）3月31日 -  神戸市立多聞南小学校と統合し、閉校。
- 2021年（令和3年）4月1日 ‐ 当校の校舎を改修し、神戸市立多聞の丘小学校が開校[3]。

## 通学区域
神戸市垂水区
- 本多聞2 - 4丁目

※卒業後は神戸市立本多聞中学校に進学する。

## 交通
- 山陽バス 7・53系統「本多聞5丁目」より